# Paul Allossery
Paul Allossery (Geluveld, 6 december 1875 – Brugge, 12 september 1943) was een Belgische rooms-katholieke priester (bisdom Brugge) en historicus.

## Levensloop
Allossery promoveerde tot doctor in het kerkelijk recht aan de Katholieke Universiteit Leuven en werd priester gewijd in 1899.
Hij werd onderpastoor in Ardooie (1903) en in Brugge op de Sint-Annaparochie (1910). Vanaf 1910 was hij bestuurder van de christelijke middenstandsorganisaties voor het bisdom Brugge. Hij werd bestuurder van de Zusters van Liefde in Brugge (1919) en conservator van het Guido-Gezellemuseum (1926). Vanaf 1934 was hij ook aalmoezenier van de Rijksgevangenis voor meisjes.

## Geschiedkundige verenigingen
In de middens van de geschiedkundige navorsingen was hij zeer aanwezig:
- Bestuurslid van het Genootschap voor Geschiedenis te Brugge vanaf 1926
- Voorzitter van de Commissie voor het Archief van de stad Brugge
- Lid van de Geschiedkundige kring in Gent
- Lid van de Geschiedkundige kring in Kortrijk
- Lid van de Société pour le progrès des études philologiques et historiques (Brussel)
- Lid van het Comité Flamand de France
- Lid van de Zuid-Nederlandse Maatschappij voor Taal, Letterkunde en Geschiedenis

## Guido Gezelle
Allossery werd conservator van het nieuw opgerichte museum in het geboortehuis van Guido Gezelle en was, na het overlijden van Aloïs Walgrave, de voornaamste redacteur bij de jubileumuitgave, in 18 delen, van de Verzamelde Werken van Gezelle.
Daarnaast publiceerde hij bijdragen gewijd aan de dichter en aan het museum dat aan hem was gewijd.

## Publicaties
- Allossery schreef talrijke artikels, in-memoriams en boekbesprekingen in:
  - Dietsche Warande en Belfort (vanaf 1900)
  - Biekorf (vanaf 1902)
  - Handelingen van het Genootschap voor Geschiedenis te Brugge (vanaf 1905).
  - De Ardoyenaar (vanaf 1906)
  - Revue d'histoire ecclésiastique (vanaf 1905)
  - Archives Belges (1911-1914)
  - Weekblad Het Belfort (1922-1937)
  - Biographie nationale de Belgique
  - De Katholieke Encyclopaedie
- Hij had het hoofdaandeel in het samenstellen van de jaarlijkse Boekenschouw die verscheen in de Handelingen van het Genootschap voor Geschiedenis te Brugge (vanaf 1912)
- Guido Gezelle en de drukpers, in: Dietsche Warande en Belfort, 1900.
- Intervention flamande dans la querelle des investitures, 1902
- Geschiedkundige boekenschouw over het huidige West-Vlaanderen, Brugge, 1912-1913, 2 delen.
- Arnold van Geluwe. Zijn leven, in: Handelingen van het Genootschap voor Geschiedenis te Brugge, 1912, blz. 281-329.
- De godsdienstig-zedelijke taak van de standsorganisatie, Brugge, 1923
- De Zondagrust in het winkelbedrijf, Brugge, 1924
- Pater Lievens, leven en werk, Brugge, 1924.
- Pater Slosse, Brugge, 1924
- Onze West-Vlaamsche zendelingen, 2 volumes, Brugge, 1925.
- Vlaamsch familieleven in het verleden, Antwerpen, 1925
- Het gildeleven in vroeger eeuwen, Brugge, 1926.
- Kanunnik Adolf Duclos, met een kijk op den zoogenaamden taalparticularistenstrijd, in: Handelingen van het Genootschap voor Geschiedenis te Brugge, 1926, blz. 1-89 en 1928, blz. 129-478, afz. uitgave 1930.
- E. H. Victor Van Coillie, Gezelleleerling, Ingelmunster, 1928
- Mgr Callewaert als geschiedkundige, Callewaerthuldiging, Brugge, 1929
- 't Gezellemuseum, in: Brugghe... 'n spiegel, Brugge, 1939.